# Église Sainte-Marie de Gdańsk
Pour les articles homonymes, voir église Sainte-Marie.
L’église Sainte-Marie ou basilique Notre-Dame-de-l'Assomption (en polonais : Bazylika konkatedralna Wniebowzięcia Najświętszej Maryi Panny) est un édifice religieux catholique de la ville polonaise de Gdansk. Elle est cocathédrale de l'archidiocèse de Gdańsk.

## Caractéristiques
Avec 105,5 mètres de long et un transept de 66 mètres de large, elle peut accueillir jusqu'à 25 000 personnes. 

## Données chiffrées
- Longueur de l'église : 105,5 m
- Largeur de l'église : 66,0 m
- Hauteur intérieure : 30,0 m
- Surface de toit : 10 000 m2
- Surface utile[2] : 5 000 m2
- Capacité d'accueil : 25 000 personnes
- Fenêtres : 37
- Plus grand vitrail : 127 m2
- Nombre de marches : 409
- Hauteur du clocher : 82 m

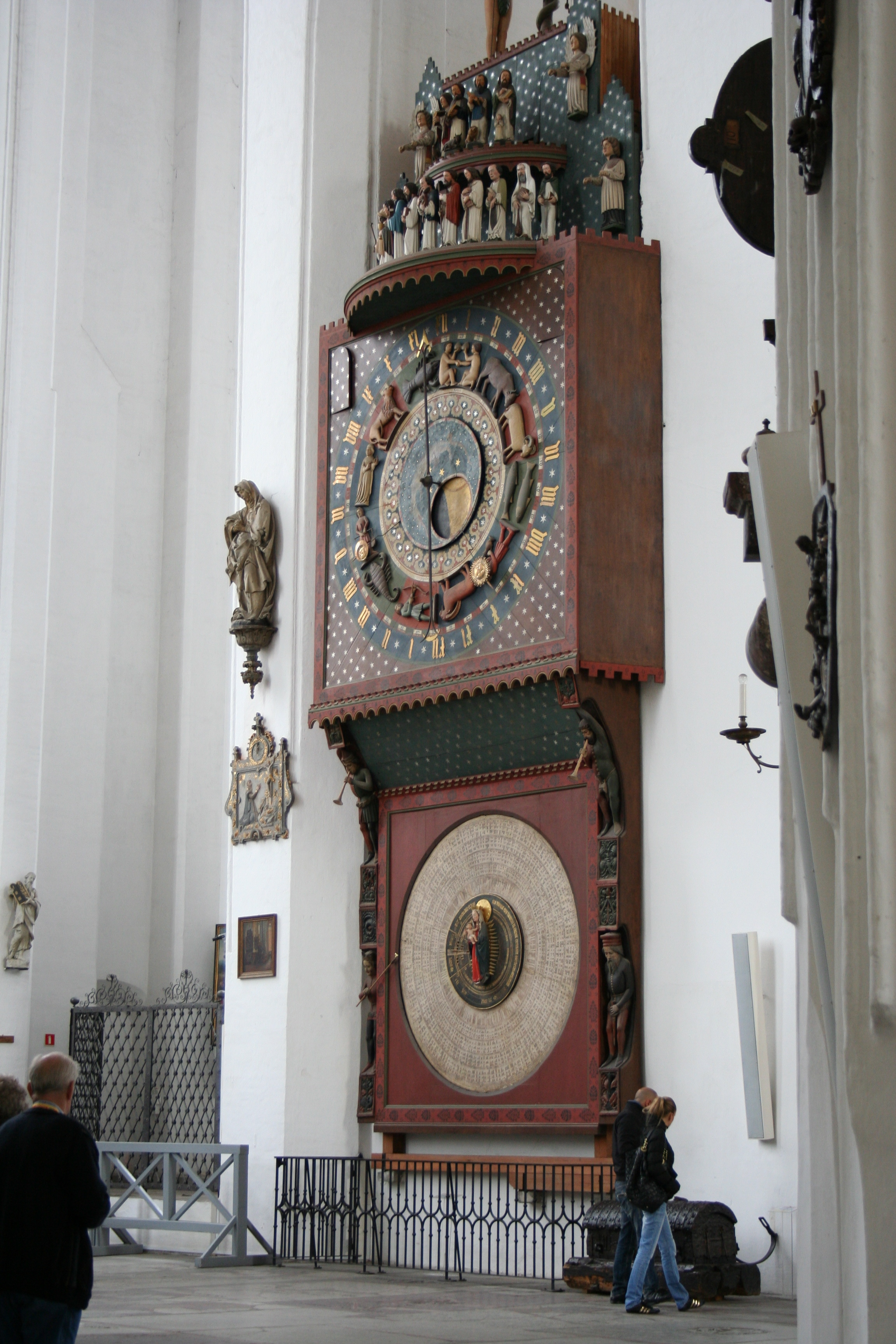
Horloge astronomique.

- Pose de la première pierre : 25 mars 1343
- Nombre d'années de construction : 159

## Galerie

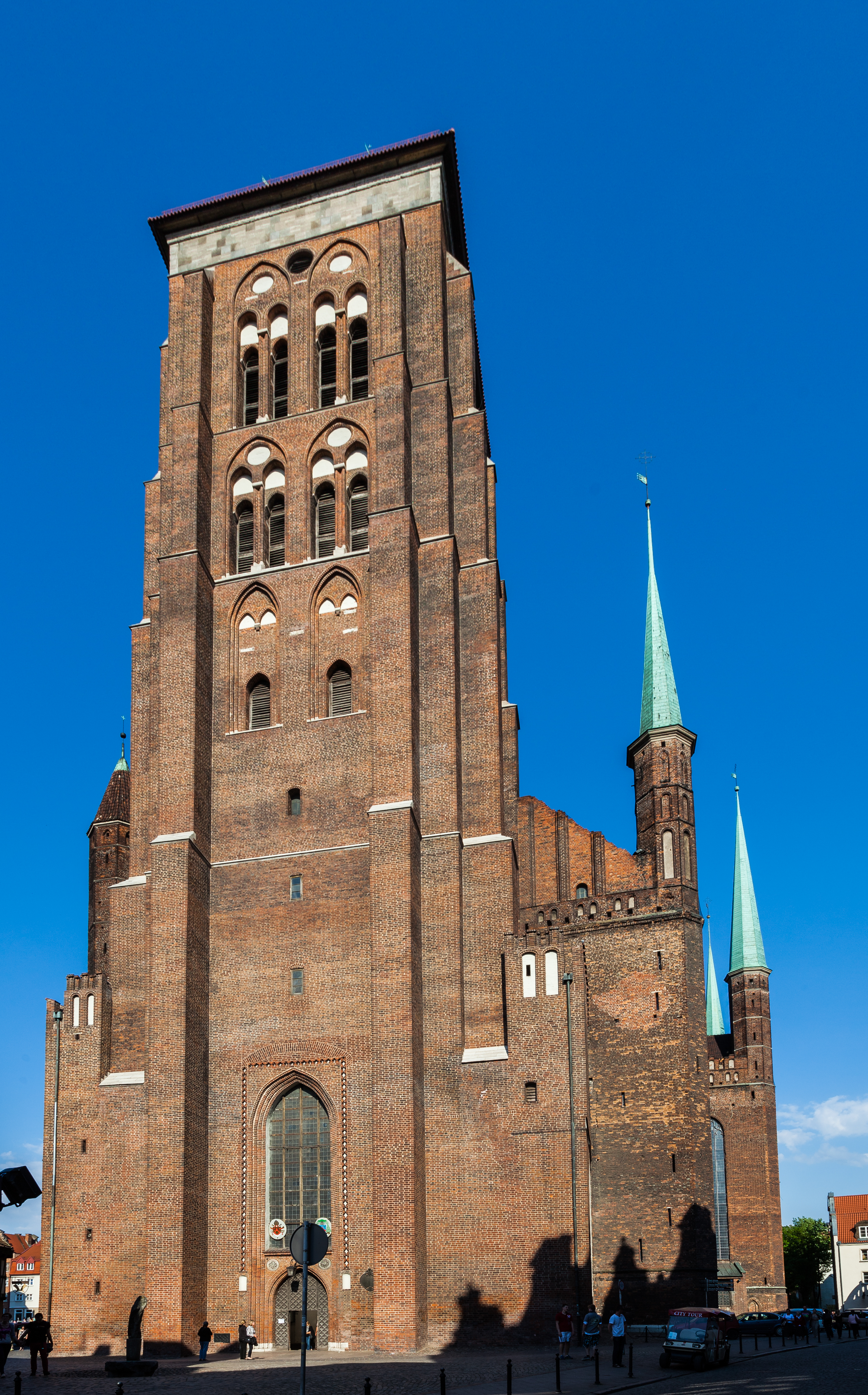
Façade et clocher.
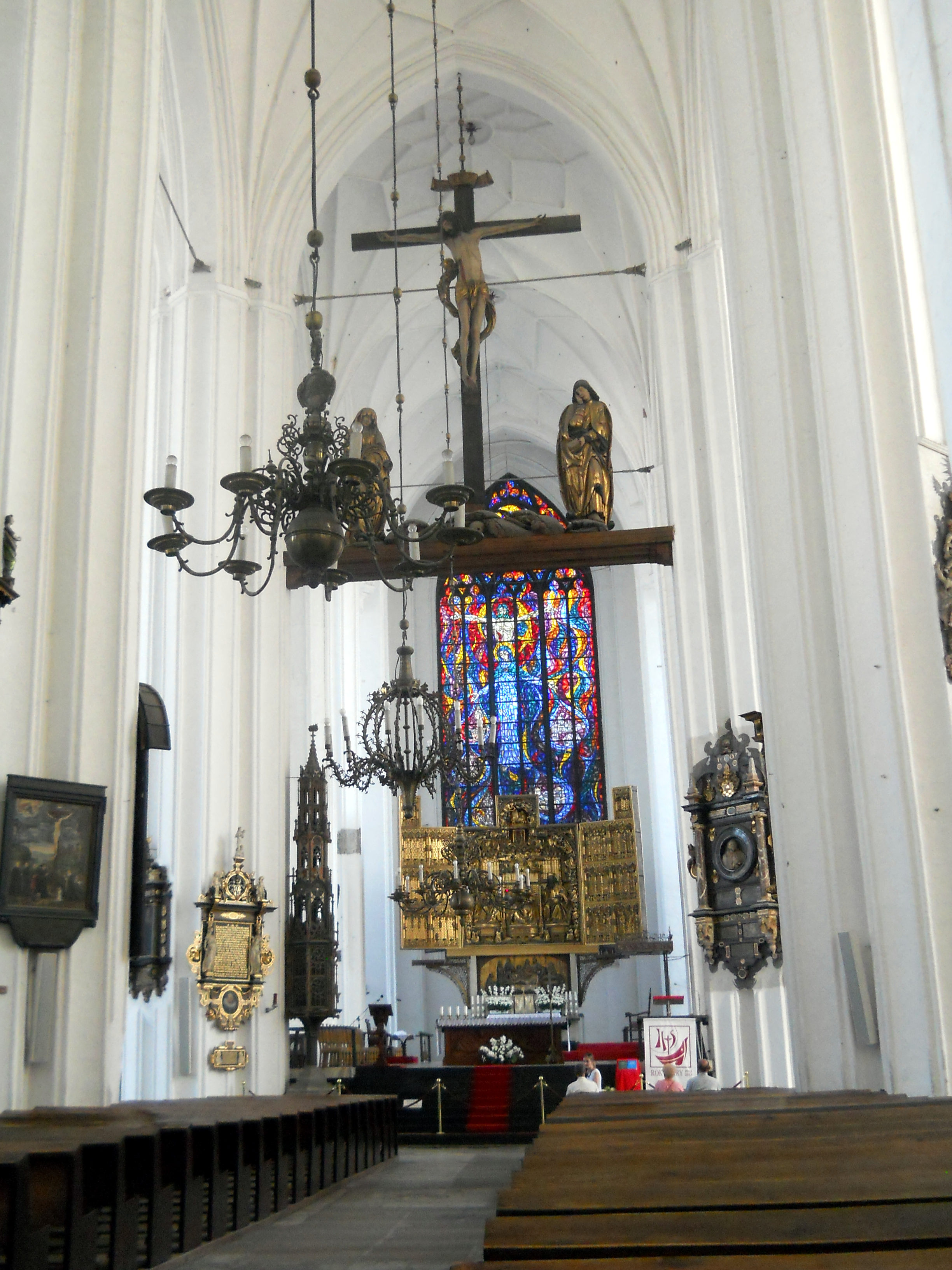
Nef.
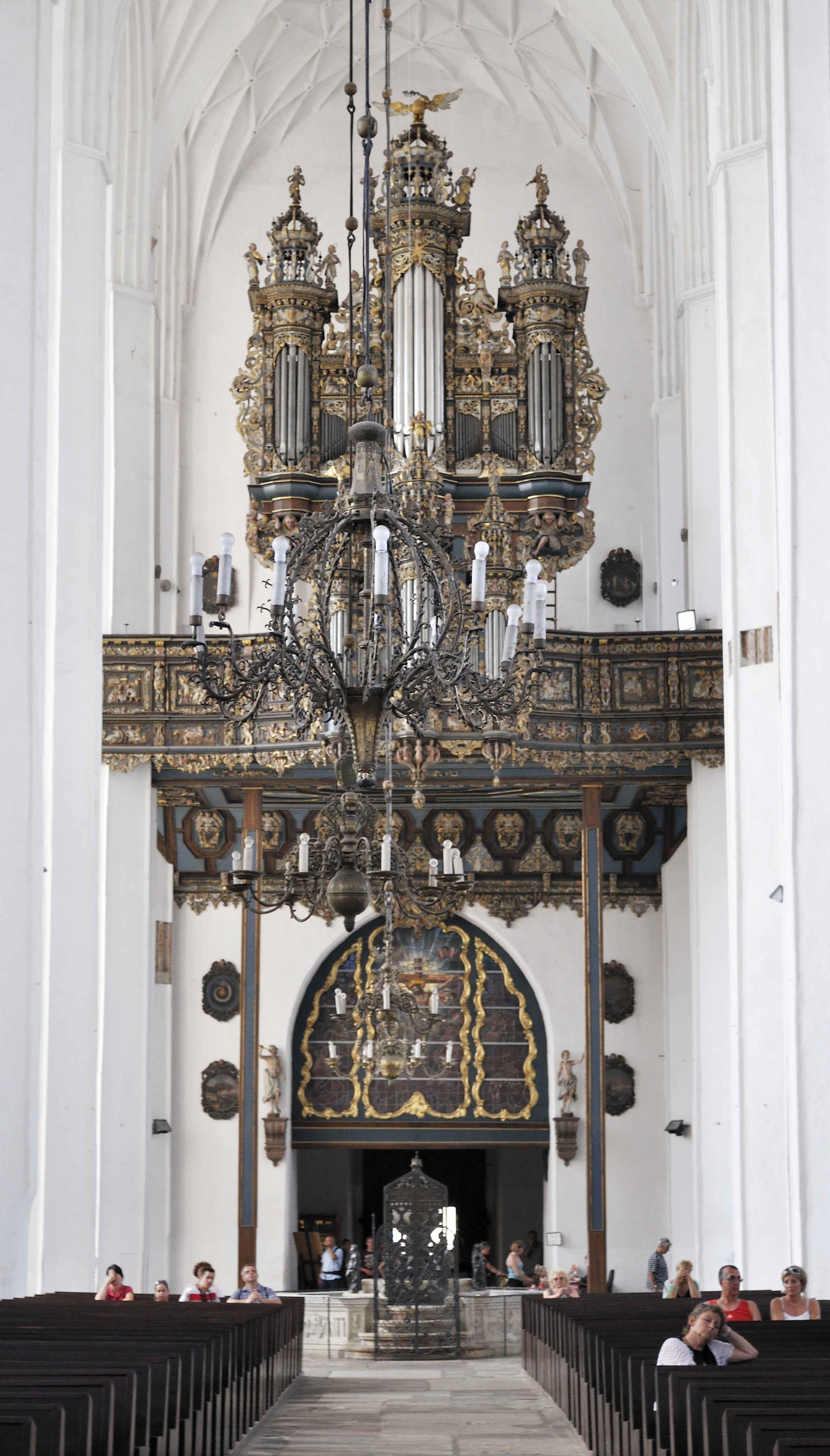
Grand orgue.
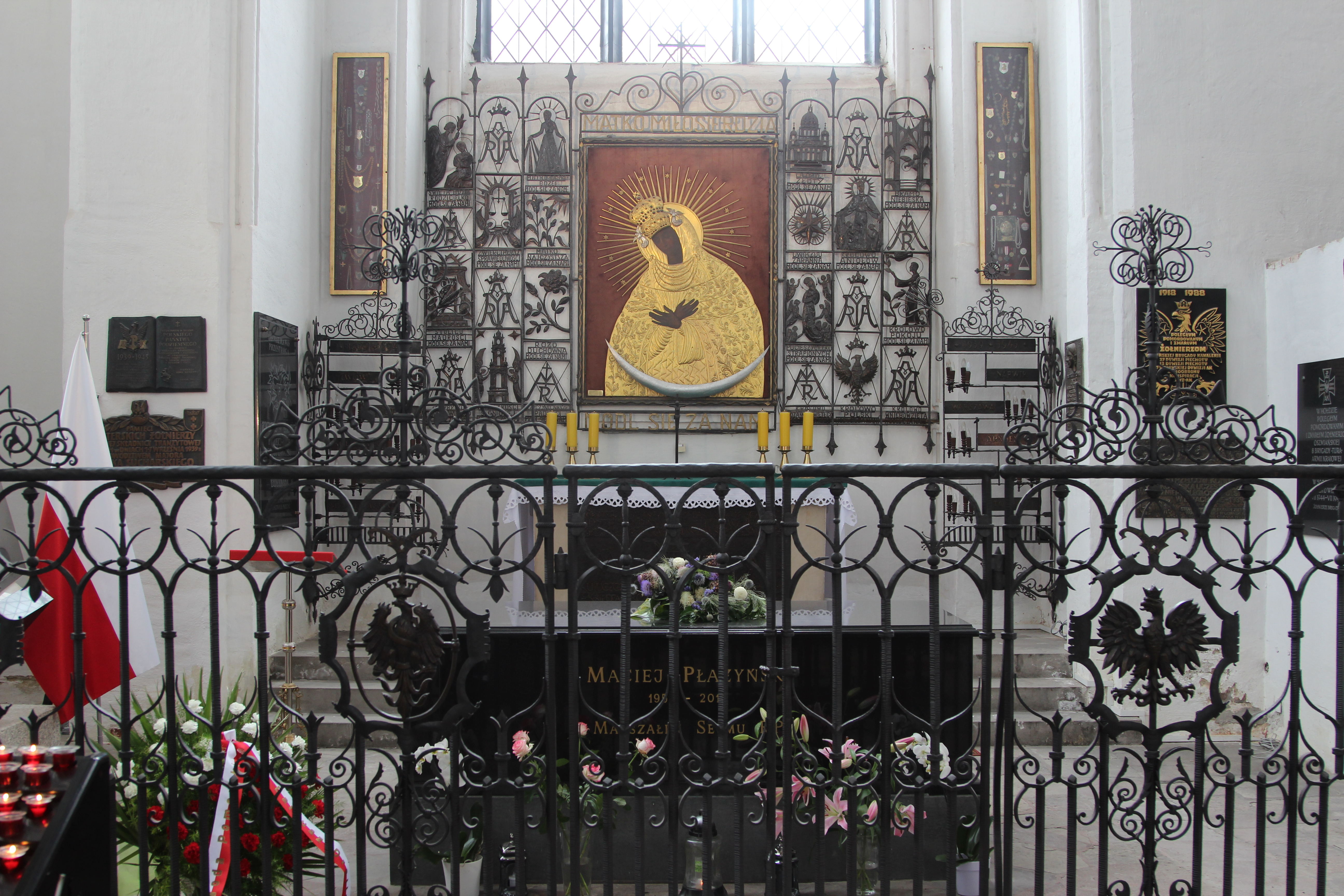
Chapelle Notre-Dame de Gdańsk, Vierge noire.
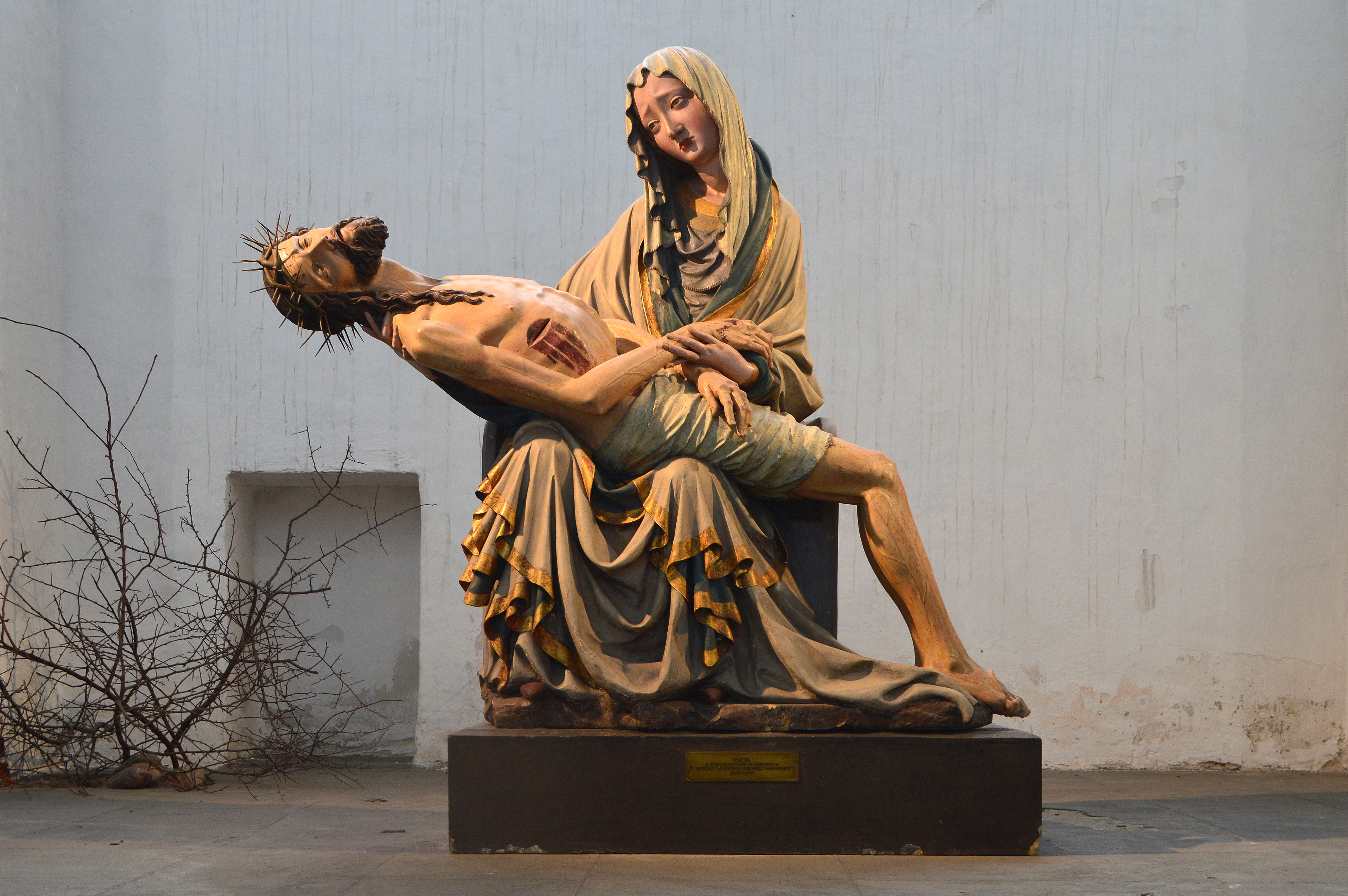
Piéta.

## Source
- (de) Cet article est partiellement ou en totalité issu de l’article de Wikipédia en allemand intitulé « Marienkirche (Danzig) » (voir la liste des auteurs).